# Rita Razmaitė
Rita Razmaitė (ur. 20 czerwca 1967 w Kretyndze) – litewska kolarka torowa reprezentująca także ZSRR, brązowa medalistka mistrzostw świata.

## Kariera
Największym sukcesem w karierze Rity Razmaitė było zdobycie brązowego medalu w sprincie indywidualnym podczas mistrzostw świata w Maebashi w 1990 roku. W wyścigu tym uległa jedynie dwóm Amerykankom: Connie Paraskevin oraz Renee Duprel. Dwa lata później Litwinka brała udział w igrzyskach olimpijskich w Barcelonie, gdzie w odpadła w eliminacjach sprintu indywidualnego. Ponadto na rozgrywanych cztery lata później igrzyskach olimpijskich w Atlancie odpadła w pierwszej fazie eliminacji tej konkurencji, a rywalizacji w wyścigu punktowym nie ukończyła.